# Juanma Ortiz
Juan Manuel Ortiz Palazón (Guardamar del Segura, Alicante, España, 1 de marzo de 1982) es un futbolista español. Juega de lateral derecho y actualmente está sin equipo.

## Trayectoria
Formado en las categorías inferiores del CD Alone de Guardamar en 1996 ficha por el Kelme CF de Elche (Alicante). Tras su paso por la categoría cadete, Ortiz debuta en División de Honor Juvenil, despuntando en su posición de mediocentro por la derecha y recibiendo ofertas de todos los grandes del fútbol español. Seguidor Atlético desde pequeño, Ortiz decide aceptar la oferta para integrarse en las categorías inferiores del club colchonero. 
Así, pasa por el juvenil del Atlético de Madrid y por el filial de Segunda B, para debutar en el primer equipo en Segunda división en el año 2001 y pasar a formar parte definitivamente de la primera plantilla en el año 2003, con la que debutó en Primera División. A pesar de haber destacado en todas las categorías del club, la falta de oportunidades le hizo tener que buscarse la vida como futbolista lejos del Calderón.
En el año 2004 se fue cedido a Osasuna, club en el que estuvo dos años, y en el que aunque jugó algo más que en el Atlético, tampoco gozó de la confianza de su entrenador en aquella etapa, el mexicano Javier Aguirre. 
En la temporada 2006-07, con la carta de libertad bajo el brazo, fichó por el Poli Ejido de la Segunda división, con el que hizo una excelente campaña, siendo sin duda el mejor jugador de la plantilla y el máximo goleador del conjunto almeriense con 9 goles. Esto hizo que los directivos de la UD Almería se fijaran en él y lo ficharan. Desde entonces ha sido titular indiscutible para todos los entrenadores que han pasado por el banquillo almeriense, jugando principalmente como interior derecho, pero en ocasiones, por necesidades del equipo, también en el lateral derecho. 
Con la llegada al banquillo de la UD Almería de Juanma Lillo se convirtió en el lateral izquierdo titular, dejando clara su polivalencia. Además de su capacidad defensiva destaca por su potencial físico y su visión de gol, anotando en cada una de las temporadas que ha jugado de rojiblanco goles tan importantes como el tercer tanto del histórico 1-4 que logró el Almería ante el Sevilla en la temporada 2007/2008.
El 6 de julio de 2011 ficha por el Glasgow Rangers por una cantidad cercana al medio millón de euros. El 30 de enero de 2012, vuelve a su anterior equipo, la UD Almería y en 2013 ficha por el Granada C.F.

## Clubes
Actualizado a 24 de septiembre de 2021
| Club                  | País    | Año        | Partidos | Goles |
| --------------------- | ------- | ---------- | -------- | ----- |
| Atlético de Madrid B  | España  | 2000-2003  | 85       | 9     |
| Atlético de Madrid    | España  | 2003-2004  | 8        | 0     |
| Osasuna               | España  | 2004-2006  | 34       | 2     |
| Poli Ejido            | España  | 2006-2007  | 42       | 10    |
| UD Almería            | España  | 2007-2011  | 135      | 12    |
| Rangers Football Club | Escocia | 2011-2012  | 4        | 1     |
| UD Almería            | España  | 2011-2012  | 16       | 4     |
| Granada CF            | España  | 2012- 2013 | 21       | 0     |
| Hércules CF (Cedido)  | España  | 2013- 2014 | 30       | 2     |
| Granada CF            | España  | 2014       | 24       | 0     |
| AEK Larnaca           | Chipre  | 2014-2017  | 7        | 0     |
| CF La Nucía           | España  | 2017       | 16       | 0     |
| Intercity             | España  | 2020       | 2        | 0     |